# Odchylenie ćwiartkowe
Odchylenie ćwiartkowe (także odchylenie kwartylne)  – połowa rozstępu ćwiartkowego, czyli połowa różnicy pomiędzy trzecim a pierwszym kwartylem. Inaczej można określić je jako połowę obszaru zmienności 50% środkowych jednostek zbiorowości.
Odchylenie ćwiartkowe określone jest wzorem:
{\displaystyle Q_{x}={\frac {Q_{3}-Q_{1}}{2}}},
gdzie {\displaystyle Q_{3}} oznacza kwartyl trzeci, a {\displaystyle Q_{1}} kwartyl pierwszy.

## Interpretacja
Wskazuje, jak kwartyle przeciętnie odchylają się od mediany - jakie jest przeciętne odchylenie 50% środkowych jednostek zbiorowości od mediany.

## Zastosowanie
- Potrzeba wyeliminowania wpływu wartości skrajnych (skrajnie dużych lub skrajnie małych)[2].
- Pomiar zróżnicowania cechy o rozkładzie skrajnie asymetrycznym[3].

Odchylenie ćwiartkowe jest wykorzystywane do obliczania m.in. pozycyjnego współczynnika zmienności oraz pozycyjnego typowego obszaru zmienności cechy.